# Drahaniwka
Drahaniwka (ukr. Драганівка) – wieś na Ukrainie, w obwodzie chmielnickim, w rejonie kamienieckim, w hromadzie Czemerowce. W 2001 liczyła 812 mieszkańców, spośród których 809 wskazało jako ojczysty język ukraiński, a 3 rosyjski.